# Aga (rejon mogojtujski)
Aga (ros. Ага) – osiedle przy stacji w Rosji, w Kraju Zabajkalskim, w rejonie mogojtujskim. W 2010 liczyło 1361 mieszkańców.